# Samedi
Samedi var en svensk syntpopgrupp, aktiv mellan 1983 och 1990.
Bandet bildades i Bollnäs 1983 och var en av få svenska synthpopgrupper på den tiden. Inspirerade av band som Depeche Mode, Human League och Simple Minds började man skriva egna låtar. Från en spretande försiktig början med Mats Kjellberg, Kent Jonsson, Per Norin och Annika Engström blev de snart ett synthband bestående av Mats Kjellberg, Per Norin och Jimmy Lindquist. Maskinerna som användes i början var Yamaha CS01, Korg Poly61, Boss DR110 och Korg Poly800. De började spela live på olika klubbar och skolor i Hälsingland, och blev snart en kvartett igen när Mats bror Hans anslöt sig till bandet. Det satsades ganska stort på nya maskiner och man började komponera låtarna på en Yamaha CX5. Under den perioden använde man även Sequential Serquits Drumtraks, Roland JX8P, Oscar och en Crumar BIT99.
1987 startade de ett eget skivbolag, Canned Music. Bandet bestod då av Mats Kjellberg, Hans Kjellberg och Per Norin. De spelade in sin första singel "Between Two Hearts" som bland annat bubblade på Trackslistan. 1989 köpte de in en egen inspelningsstudio och arbetade med albumet Doubts & Beliefs. Samedi spelade på många platser runt om i Sverige och släppte totalt tre singlar och en LP. Bandet gjorde sin sista spelning 1990 i Emmaboda och började jobba mer med sin inspelningsstudio.

## Diskografi
- CAN 01 "Between two hearts"/"World" (singel) 1987
- CAN 02 "Come with me"/"In lace" (singel) 1987
- CAN 03 "Open up"/"Darker side" (singel) 1989
- CAN101 Doubts & Beliefs (LP) 1989